# クロモバクテリウム属
クロモバクテリウム属はグラム陰性の非芽胞形成通性嫌気性の鞭毛を有する桿菌。ナイセリア科に属し、基準種はクロモパクテリウム・ビオラセウム。属名は色の桿菌を意味する。GC含量は50から52。
土壌や水中に生息し、しばしば動物の膿でみられる日和見感染菌でもある。糖を酸化して酸を作り出す。フォーゲスプロスカウエル試験は陽性である。基準種を含めいくつかの種ではビオラセインという水に不溶性の色素を生産する。